# Société du chemin de fer électrique souterrain Nord-Sud de Paris

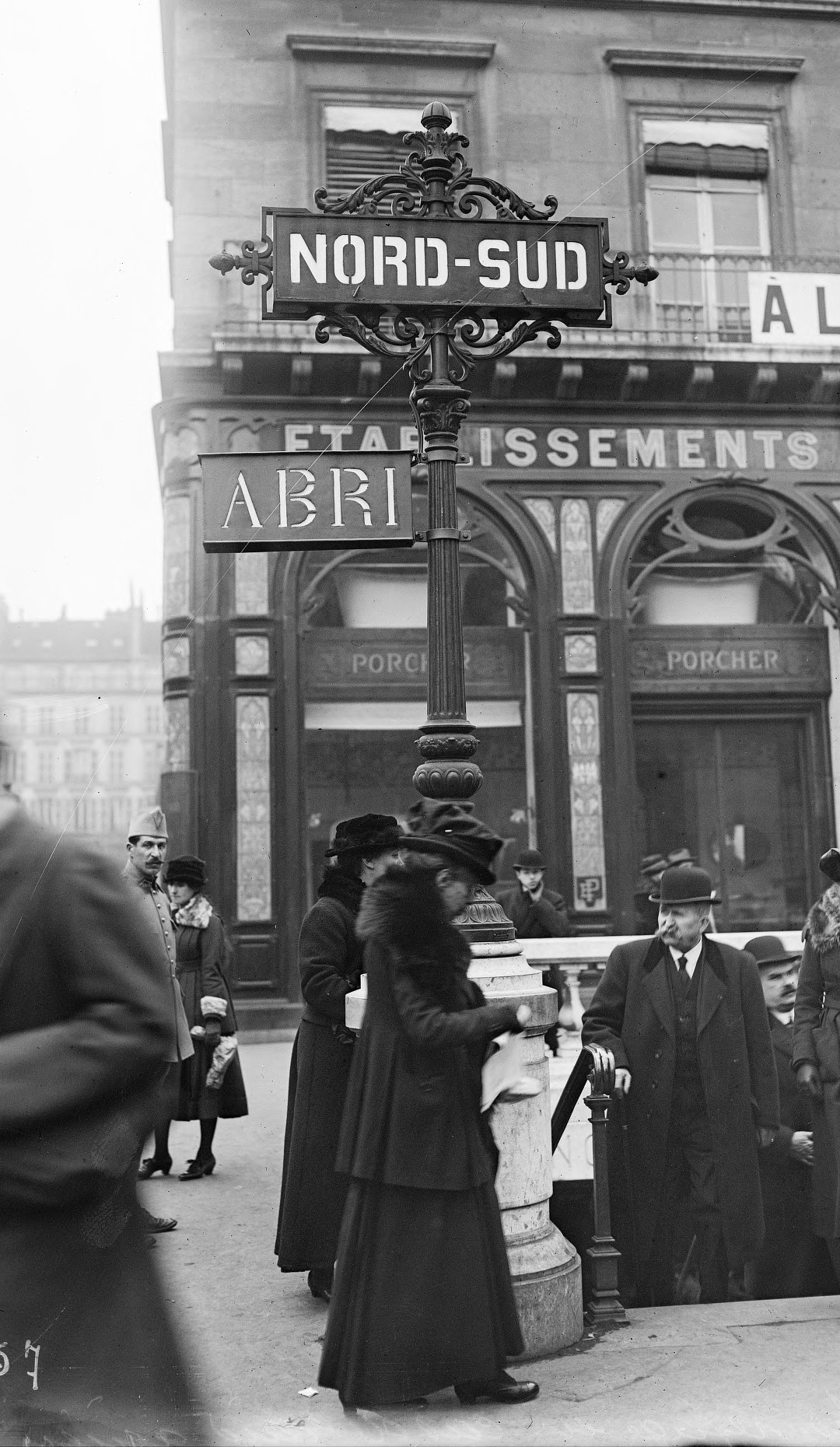
Entrata di una stazione di una linea della Nord-Sud

La Société du chemin de fer électrique souterrain Nord-Sud de Paris (Società della ferrovia elettrica sotterranea Nord-Sud di Parigi), abbreviato Nord-Sud, fu una società privata creata nel 1902 per la costruzione e la gestione di tre linee della metropolitana di Parigi, disciolta nel 1931 e confluita nella concorrente Compagnie du chemin de fer métropolitain de Paris (CMP) che gestiva le altre linee della rete.

## Storia

### Origini

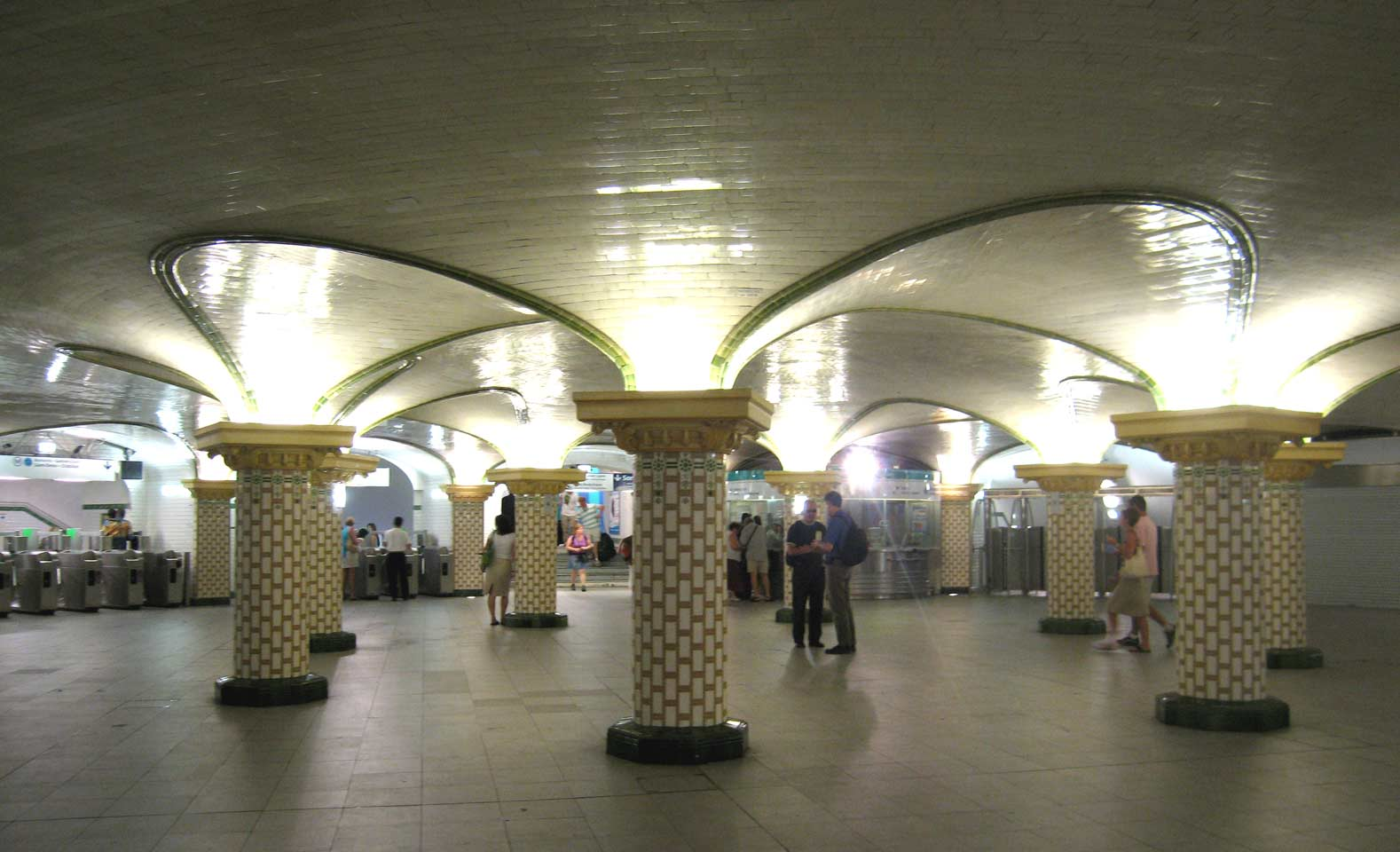
Il salone della stazione Saint-Lazare, realizzata dalla Nord-Sud

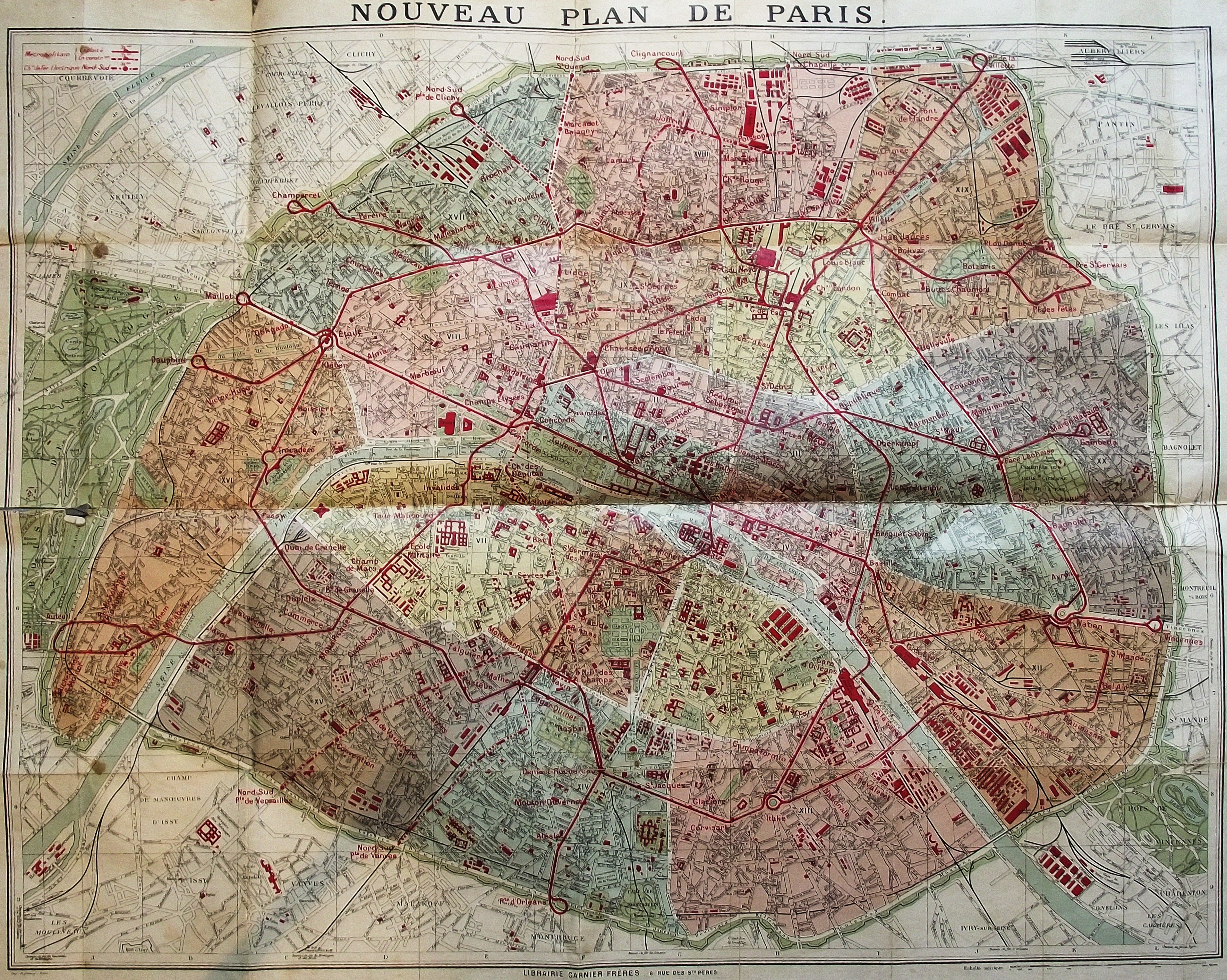
Rete metropolitana tra il 1916 e il 1920. Le linee della Nord-Sud sono tratteggiate.

La società Nord-Sud fu fondata, col consenso del municipio Parigi, dall'ingegnere lionese Jean-Baptiste Berlier nel 1901, con l'appoggio del finanziere Xavier Janicot. L'obiettivo della società era la costruzione di una linea Montparnasse - Montmartre, passando per le stazioni d'Orsay e di Saint-Lazare, realizzata con tunnel paralleli, realizzati con archi di metallo, a grande profondità, come la metropolitana di Londra, al fine di creare un tracciato meno tortuoso possibile, evitando di seguire il tracciato delle strade. L'acquisto e il mantenimento dei treni sarebbero stati a carico della società, mentre il comune di Parigi avrebbe costruito le infrastrutture.
La concessione rilasciata prevedeva la realizzazione di tre linee:
- linea A: Porte de la Chapelle - Montmartre - Montparnasse - Porte de Versailles;
- linea B: Saint-Lazare - Porte de Saint-Ouen e Porte de Clichy;
- linea C: Montparnasse - Porte de Vanves.

La société du Chemin de fer électrique souterrain Nord-Sud de Paris, o più semplicemente « Nord-Sud », si costituì ufficialmente nel giugno 1902. Si affiliò all'Omnium Lyonnais de Chemins de fer et Tramways e ricevette un capitale da due milioni di franchi, destinato a salire a 75 entro il 1910, dopo aver emesso obbligazioni per 35 milioni nel 1909. La Nord-Sud decise di distinguersi dalla CMP per l'estetica delle stazioni e per la tecnologia impiegata sui treni. La linea A, Montmartre - Montparnasse, era il primo collegamento diretto tra queste due destinazioni, e si rivolgeva a un cospicuo bacino di viaggiatori, e costituiva una minaccia per i profitti dei gestori dei tram e per la CMP stessa.
Quest'ultima in particolare ostacolò in ogni modo i lavori, ma ciononostante la linea Montmartre (place des Abbesses) - Montparnasse, da 6,216 km, fu dichiarata di interesse pubblico il 3 aprile 1905. Una legge del 19 luglio 1905 ratificò la concessione e dichiarò di interesse pubblico anche le tratte supplementari Montparnasse - Porte de Versailles e Saint-Lazare - Porte de Saint-Ouen. Il prolungamento da place des Abbesses a Jules-Joffrin, di 1,317 km, fu poi dichiarato di interesse pubblico il 10 aprile 1908, seguito dal tronco La Fourche - Porte de Clichy, da 1,427 km, l'11 giugno 1909. Il 24 gennaio 1912, ad essere dichiarato di interesse pubblico fu il tratto Jules-Joffrin - porte de la Chapelle, da 2,067 km, insieme a tutta la costruenda linea C, Gare Montparnasse - Porte de Vanves, da 2,749 km, il 19 luglio 1912. La rete in carico alla Nord-Sud doveva constare dunque di 19,789 km di vie ferrate.

### La costruzione
La cedevolezza del suolo parigino, che al di sotto della falda freatica era pregno d'acqua, impedì fin dall'inizio la costruzione di linee a grande profondità, anche data la scelta di costruire i tunnel con un rivestimento in metallo, che si sarebbe rapidamente corroso. Ciò comportò la costruzione di linee simili a quelle della CMP, a scarsa profondità e piuttosto tortuose, dovendo evitare gli scantinati delle case..
Sebbene la costruzione fosse interamente a carico della società, la città di Parigi si garantì una percentuale su ogni biglietto venduto. Tale percentuale era di 1 centesimo in caso di traffico inferiore ai 30 milioni di viaggiatori; in caso di traffico superiore, la ritenuta sarebbe salita a 2 centesimi per i biglietti di 2ª classe e a 2,5 centesimi per quelli di 1ª classe. Un biglietto di seconda classe costava 0,15 franchi, uno di prima 0,25 franchi; un'andata e ritorno entro otto ore era fissata a 0,20 franchi. Di fatto le tariffe erano identiche alle linee CMP.
Dopo dei lavori tutto sommato rapidi, la linea A entrò in servizio il 5 novembre 1910 da Porte de Versailles a Notre-Dame-de-Lorette, seguita dalla linea B il 26 febbraio 1911, da Saint-Lazare a Porte de Saint-Ouen. La nuova rete era molto simile a quella della CMP, ma molto più curata dal punto di vista stilistico e del comfort. I cartelli riportanti i nomi delle stazioni erano scritto di porcellana in luogo delle targhe metalliche smaltate della CMP; sui timpani delle gallerie era inoltre stampigliata la destinazione dei treni. Le gallerie erano inoltre più alte rispetto a quelle delle stazioni CMP, anche per via del fatto che l'alimentazione dei convogli avveniva inoltre tramite linea aerea di contatto anziché con la terza rotaia in uso presso la CMP.
La sezione Notre-Dame-de-Lorette - Pigalle della linea A aprì al pubblico il 9 aprile 1911, il troncone La Fourche - Porte de Clichy della ligne B, il 20 gennaio 1912, e infine la sezione Pigalle - Jules Joffrin della linea A, il 30 ottobre 1912. Il completamento della linea A da Jules Joffrin a Porte de la Chapelle fu ritardato dallo scoppio della Prima Guerra mondiale en entrò in funzione il 23 agosto 1916.
Negli anni 1920 si provvide alla pianificazione della linea C, Porte de Vanves - Montparnasse. Ma i costi sostenuti fino ad allora risultarono troppo elevati e la Nord-Sud si dissolse il 1º gennaio 1931, assorbita consensualmente dai rivali della CMP.
Le linee "ex Nord - Sud" furono integrate alla rete CMP: la linea A divenne la linea 12 e la linea B divenne linea 13. Il progetto della linea C fu poi attuato dalla CMP negli anni 1930 e fu noto fino al 1976 come linea 14, poi assorbita dalla linea 13.

## Aspetto delle stazioni

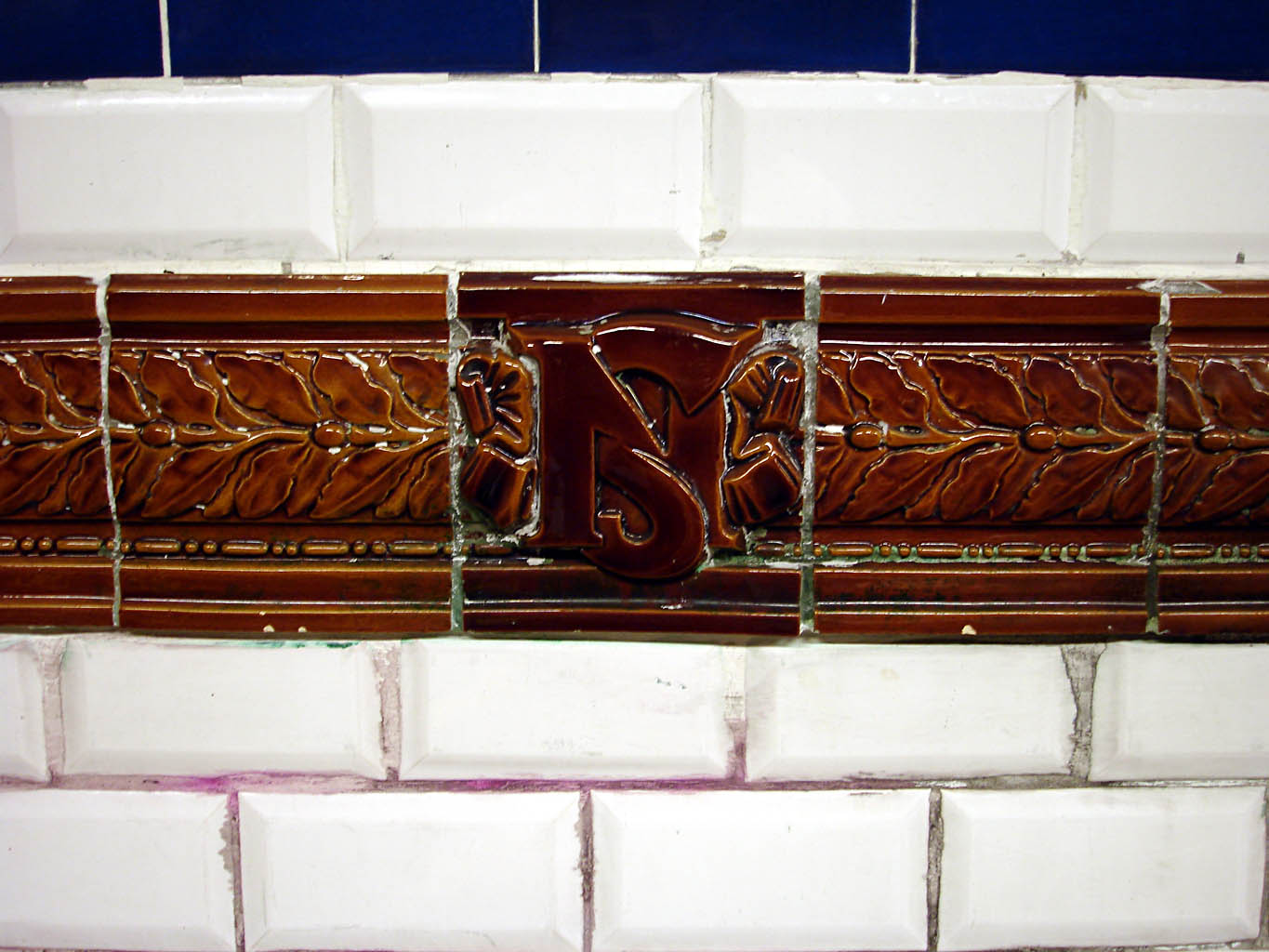
L'emblema « NS » (Nord-Sud) su una piastrella nella stazione Liège. Il colore marrone indica che si tratta di una stazione senza incroci con altre linee.
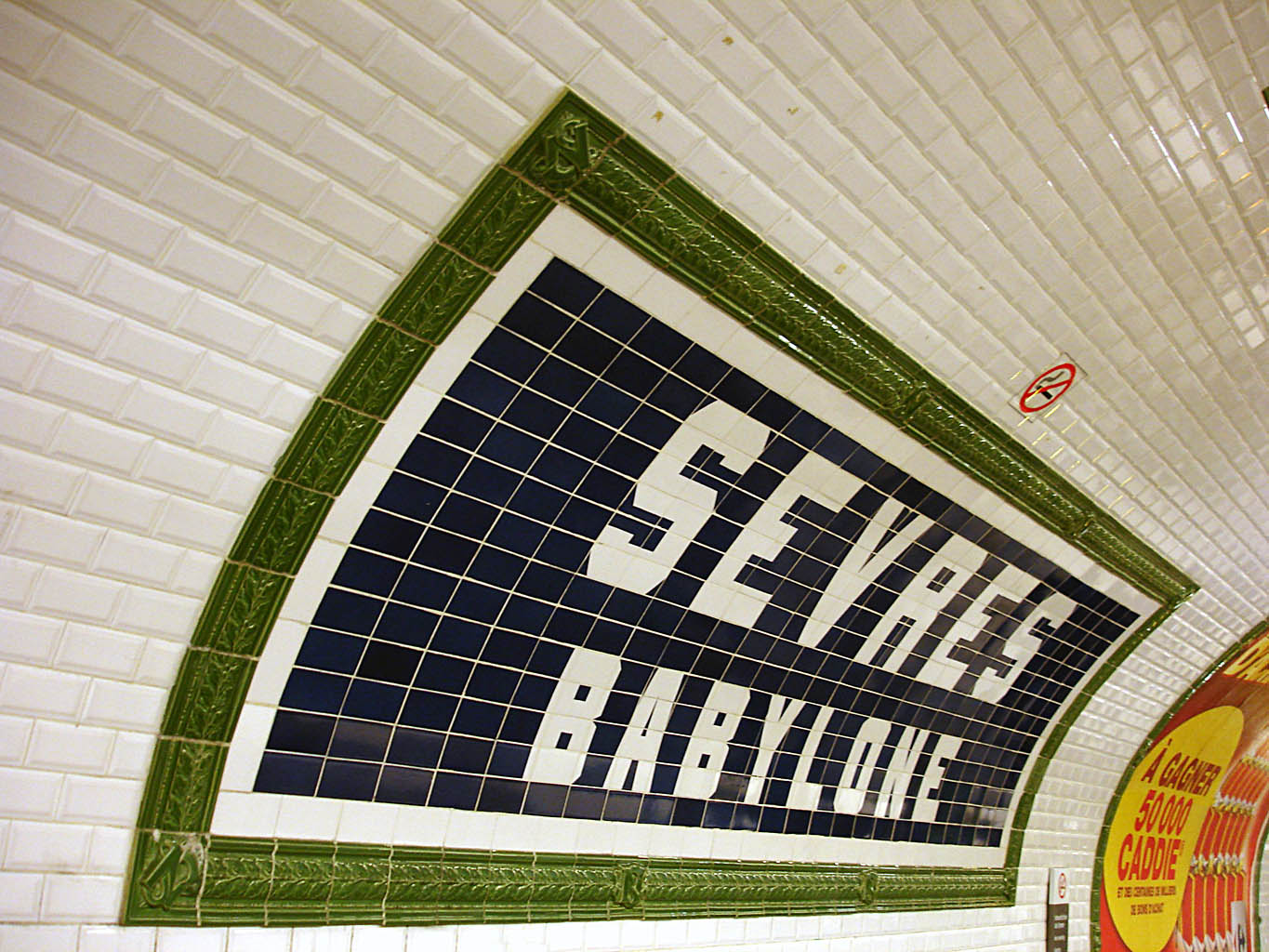
Cartello di indicazione in ceramica, tipico della Nord-Sud, a Sèvres - Babylone. Il contorno verde indica la presenza di un interscambio con altre linee.
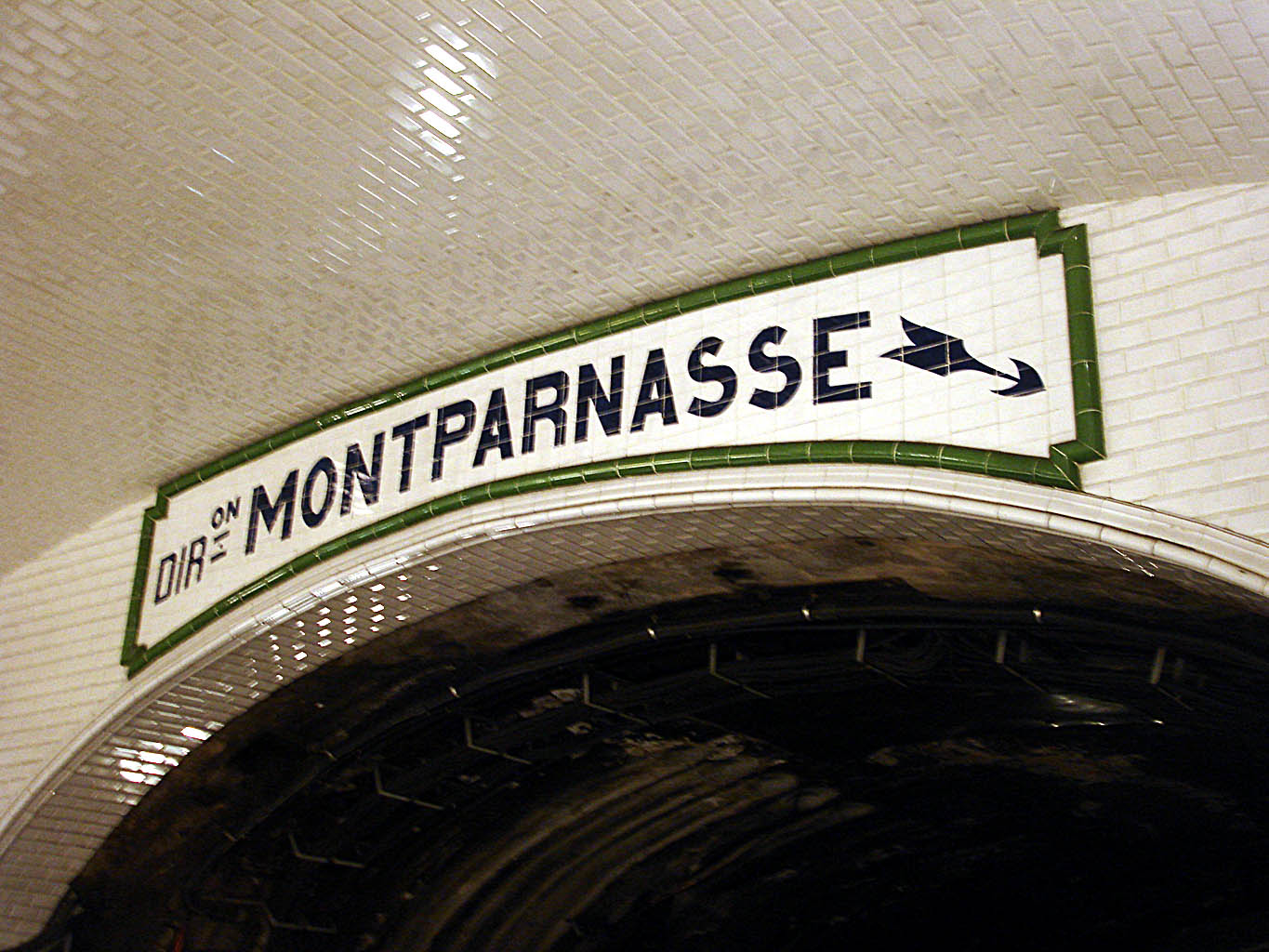
Indicazione della destinazione del treno sopra una galleria.
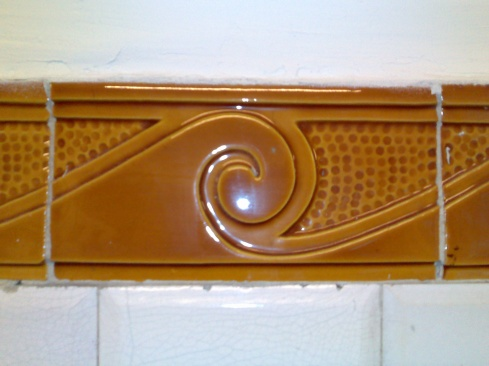
Tipico rivestimento in ceramica delle stazioni Nord-Sud.